# روبرت جودارد
روبرت هتشينجز جوددارد (بالإنجليزية: Robert Hutchings Goddard)‏ (5 أكتوبر 1882 - 10 أغسطس 1945) هو بروفيسور، وفيزيائي، ومخترع أمريكي، له الفضل في بناء أول صاروخ بالوقود السائل  والذي أُطلق بنجاح في 16 مارس 1926. نجح روبرت وفريق عمله في إطلاق 36 صاروخًا ما بين العام 1926، والعام 1941، محققين ارتفاع وصل إلى 2.6 كم، وسرعة وصلت إلى 885 كم/ساعة (550 ميل/ساعة)
من الوجهة النظرية والهندسية، أعمال روبرت جعلت رحلات الفضاء ممكنه. فإثنان من برائات اختراع روبرت - واحدة للصاروخ متعدد المراحل (1914)، والثانية للصاروخ ذو الوقود السائل (1914) - كانتا حجرا زاوية مهمان نحو غزو الفضاء  دراسته عام 1919 طريقة للوصول للارتفاعات الشاهقة واحدة من النصوص الكلاسيكية في علوم الصواريخ بالقرن العشرين. فقد نجح روبرت جوددارد بإضافة التحكم في الثلاث محاور، والجيروسكوب، وتوجيه الدفع في الصواريخ، مما جعل من السهولة التحكم بكفاءة بالصواريخ خلال تحليقها.
نال روبرت القليل من الدعم الشعبي لأعماله طوال فترة حياته. ومع أن أعماله في مجاله كانت ثورية، إلا انه الصحافة سخرت منه كثيرًا بسبب نظرياته في غزو الفضاء. وكنتيجة لهذا فقد أصبح روبرت مدافع عن خصوصيته واعماله. بعد عدة سنوات ومع بزوخ عصر الفضاء عُرف روبرت بأنه من الآباء المؤسسين لعلم الصواريخ الحديث. فلم يكن فقط أول من أظهر الإمكانيات العلمية للصواريخ ورحلات الفضاء، بل كان أيضاً أول من وضع حلول عملية وتصميمات وطرق تصنيع هذه الصواريخ.

## مطلع حياته ومصدر إلهامه
ولد في مدينة ورسستر، ماساتشوستس، لـ«ناهوم دانفورد غودارد» (1859-1928) و«فاني لويز هويت» (1864-1920). كان روبرت طفلهما الوحيد الذي لم يمت في سن صغيرة. وُلد ابنهما الأصغر، «ريتشارد هنري» بتشوه فقري وتوفي قبل عيد ميلاده الأول. عمل ناهوم في الشركات المصنعة، واخترع عدة أدوات مفيدة. كانت لغودارد جذور إنجليزية من عائلة والده في نيو إنجلاند، التي تعود إلى «وليام غودارد» (1691-1628) وهو بقال من لندن استقر في ووترتاون، ماساتشوستس في عام 1666. ومن جانب والدته، تعود جذوره إلى «جون هويت» وآخرين الذين استقروا أيضًا في ماساتشوستس في أواخر القرن السابع عشر. بعد وقت قصير من ولادته، انتقلت الأسرة إلى بوسطن. بدافع الفضول حول الطبيعة، درس السماء باستخدام تلسكوب أهداه إياه والده ورصد تحليق الطيور. كونه صبيًا ريفيًا في الأساس، أحب الهواء الطلق والتنزه مع والده في رحلات إلى ورسستر، وأصبح راميًا ممتازًا بالبندقية. في عام 1898، أُصيبت والدته بمرض السل وعادوا مرة أخرى إلى ورسستر لهوائها الطلق. في أيام الأحد، كانت العائلة ترتاد الكنيسة الأسقفية، وغنى روبرت مع الجوقة هناك.

## بعض إنجازاته العلمية
- أول أميركي يستكشف رياضيًا التطبيق العملي لاستخدام الدفع الصاروخي للوصول إلى ارتفاعات عالية وللسفر إلى القمر (1912).[21]
- أول من حصل على براءة اختراع أمريكية لفكرة الصاروخ متعدد المراحل (1914).[21]
- أول من أجرى اختبار صاروخي ساكن بطريقة منهجية وعلمية، عن طريق قياس قوة الدفع وسرعة غازات العادم والكفاءة. حقق أعلى كفاءة لأي محرك حراري في ذلك الوقت (1915-1916).[19][21]
- أول من أثبت أن الدفع الصاروخي يعمل في فراغ الفضاء (وهو أمر شكك فيه بعض العلماء في ذلك الوقت)، وأنه لا يحتاج إلى هواء للدفع. حقق زيادة في كفاءة الدفع بنسبة 20% عن الكفاءة في الضغط الجوي عند مستوى سطح الأرض (1915-1916).[19][21]
- أول من أثبت إمكانية خلط المؤكسد والوقود باستخدام المحاقن والتحكم في حرقهما في غرفة الاحتراق، وهو أمر شك الفيزيائيون فيه أيضًا في ذلك الوقت.[22]
- أول من طور مضخات طرد مركزي خفيفة الوزن مناسبة لصواريخ الوقود السائل بالإضافة لمولدات غاز لتحريك توربينات المضخة (1923).[21]
- أول من ركب فوهة من نوع «دي لافال» بغرفة الاحتراق الخاصة بمحرك يعمل بالوقود الصلب  وزاد الكفاءة بأكثر من عشر مرات. تجاوزت سرعة غازات العادم سرعة الصوت في أضيق مقطع عرضي للفوهة (حلق الفوهة).[22]
- أول من طور نظام تغذية بالوقود السائل باستخدام غاز عالي الضغط لإجبار الوقود على الاندفاع من خزاناته إلى غرفة الدفع (1923).[22]
- أول من طور صاروخًا يعمل بالوقود السائل ونجح في إطلاقه (16 مارس 1926).[21]
- أول من أطلق حمولة علمية (مقياس للضغط الجوي، ومقياس حرارة، وكاميرا) في رحلة صاروخية (1929).[21]
- أول من طور نظام تحكم جيرسكوبي (مدوار) لتوجيه الرحلات الصاروخية (1932).[21]
- أول من صمم واختبر محرك صاروخي ذي قوة دفع متغيرة في الولايات المتحدة.[21]
- أول من أطلق صاروخًا بمحرك ذي حجرات دفع متعددة (أربع حجرات).[22]
- أول من اختبر دورة تبريد بالاستنزاف لغرفة الدفع في مارس 1923 (التي اقترحها «تسيولكوفسكي» لأول مرة لكن دون معرفة غودارد).[21]